# إدهيم سلييفو
أدهيم سلييفو ، من مواليد 16 مارس 1950 ، لاعب كرة قدم يوغسلافي سابق.
لعب مع منتخب يوغسلافيا لكرة القدم.

## مسيرته الكروية
لعب إدهيم سلييفو خلال مسيرته الاحترافية مع 4 أندية في عشرون موسمًا وسجل خلالها 85 هدفًا ضمن 523 مباراة. حيث فاز في موسم واحد بالكأس ولم يفز بأي دوري.
خاض إدهيم سلييفو مسيرته مع نادي ساراييفو في موسم 1968–69 ليلعب معه عشرة مواسم، مشاركًا في 258 مباراة سجل خلالها 37 هدفًا. ثم انتقل إلى نادي لييج في موسم 1978–79 في المرة الأولى واستمر معه طيلة ثلاثة مواسم ثم في موسم 1983–84 ليلعب معه أربعة مواسم، حيث شارك طوالها في 192 مباراة سجل خلالها 43 هدفًا. لينتقل بعدها إلى نادي نيس في موسم 1981–82 لمدة موسم واحد، مشاركًا في 36 مباراة سجل خلالها 3 أهداف. ثم انتقل إلى نادي كولن في موسم 1982–83 ولمدة موسمين، مشاركًا في 37 مباراة سجل خلالها هدفين.

## روابط خارجية
- إدهيم سلييفو على موقع الاتحاد الدولي (مؤرشف)  (الإنجليزية)
- إدهيم سلييفو على موقع قاعدة بيانات كرة القدم.إي يو (الإنجليزية)
- إدهيم سلييفو على موقع ناشيونال فوتبول تيمز (الإنجليزية)
- إدهيم سلييفو على موقع عالم كرة القدم.نت (الإنجليزية)